# بدنم را نوازش کن
«بدنم را نوازش کن» (به انگلیسی: Touch My Body) تک‌آهنگی از هنرمند اهل ایالات متحده آمریکا ماریا کری است که در سال ۲۰۰۸ میلادی منتشر شد.
این تک‌آهنگ در چارت‌های، در رتبه اول و در چارت‌های ایتالیا، آلمان، سوئیس، نیوزلند، بریتانیا جزو ده ترانه اول قرار گرفت.